# Eriopyga tucumana
Eriopyga tucumana är en fjärilsart som beskrevs av Köhler 1947. Eriopyga tucumana ingår i släktet Eriopyga och familjen nattflyn. Inga underarter finns listade i Catalogue of Life.